# Allgäuer Volkssternwarte Ottobeuren

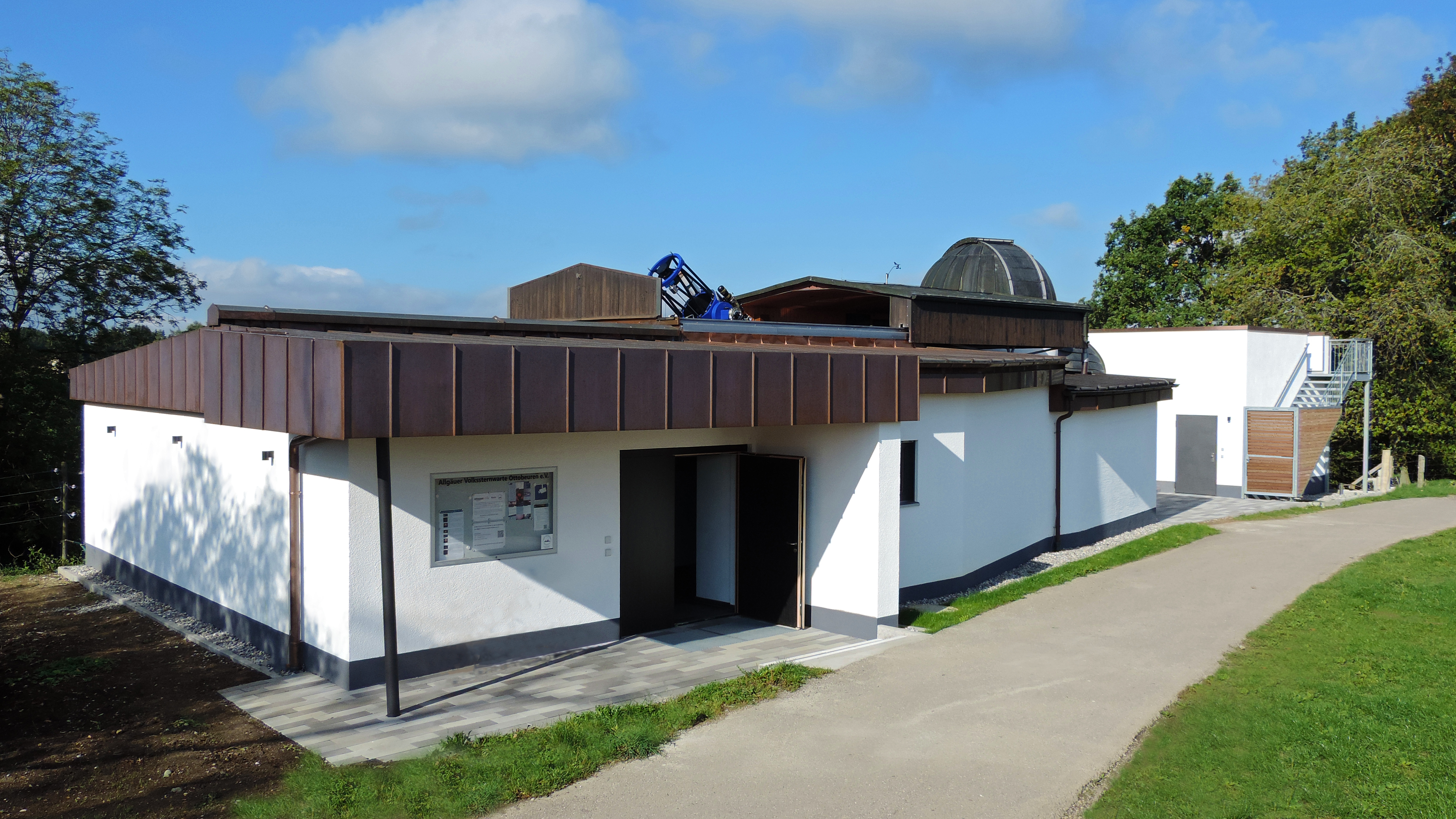
Allgäuer Volkssternwarte Ottobeuren 2018

Die Allgäuer Volkssternwarte Ottobeuren e.V. (AVSO) ist die älteste und größte Volkssternwarte in Mittelschwaben und dem im Süden angrenzenden Allgäu. Die Sternwarte liegt rund ein Kilometer südwestlich von Ottobeuren. Der Verein der Sternwarte wurde 1966 gegründet. 1969 wurde das ursprüngliche Sternwartengebäude in Betrieb genommen. Für die Zusammenarbeit mit dem Deutschen Jugendherbergswerk als Naturstudienplatz wurde der Sternwarte 1973 die Nikolaus-Kopernikus-Medaille verliehen.

## Erweiterungen

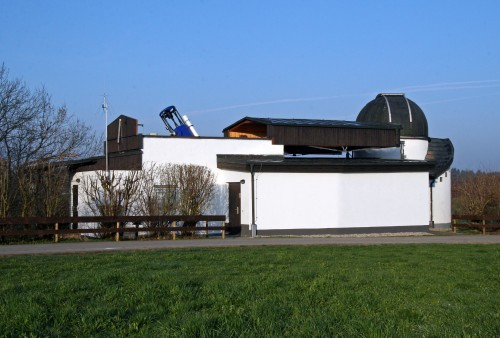
Allgäuer Volkssternwarte Ottobeuren 2008

In den Jahren 1987 und 1988 wurde die Sternwarte wegen der stark gestiegenen Besucherzahlen erheblich erweitert. Hinzu kamen ein großer Vortragsraum und ein neues Kuppelgebäude mit einem 30-cm-Teleskop. 1996 erhielt die Sternwarte ein 60-cm-Spiegelteleskop, das wegen seiner Größe nicht äquatorial, sondern azimutal montiert ist. 2003 wurde dem Mitbegründer der Sternwarte Heinrich Forth die Richard-Schirrmann-Medaille des Deutschen Jugendherbergswerkes verliehen. Heute hat die Sternwarte im Mittel zwischen 3500 und 4000 Besucher pro Jahr und bietet ein umfangreiches Vortragsprogramm für alle Altersklassen. Mit dem Spatenstich am 24. September 2016 erfolgte eine weitere Erweiterung und Sanierung des Sternwartengebäudes. Es wurde nördlich ein weiteres Gebäude erbaut, welches mit einer Beobachtungsplattform versehen ist. Des Weiteren wurde ein Foyer mit Toiletten und Technikraum am Bestandsgebäude angebaut. Mit einer 2-jährigen Bauzeit wurde die nutzbare Fläche der Sternwarte verdoppelt.

## Instrumente

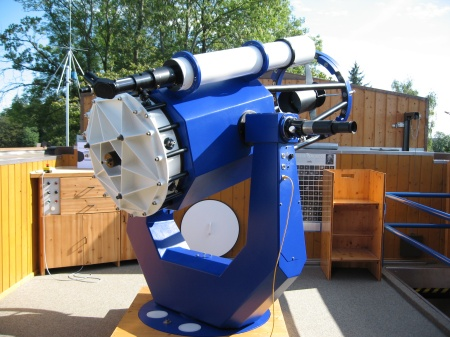
60-cm-Teleskop

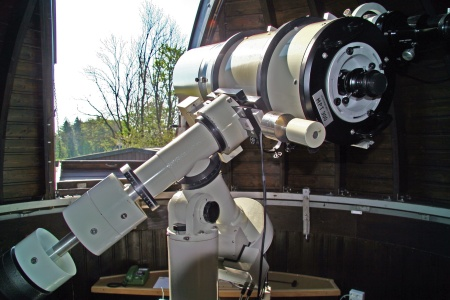
30-cm-Teleskop

Die Volkssternwarte Ottobeuren verfügt über ein 60-cm-Spiegelteleskop auf einer azimutalen Montierung, das als Hauptinstrument im Einsatz ist.
2007 wurde das Teleskop generalmodernisiert und auf den neuesten Stand der Technik gebracht. Heute ist es möglich, trotz azimutaler Montierung rotationsfreie Astrofotografie zu betreiben.
Technische Daten:
- 60-cm-Cassegrain-Teleskop mit Nasmyth-Fokus
- azimutale Gabelmontierung – integrierte Computersteuerung und ein Derotator für die Astrofotografie.
- Brennweite f = 7200 mm, Öffnungsverhältnis 1:12
- Optik von Carl Zeiss Jena

Ebenfalls für den Besucherbetrieb im Einsatz und auf dem Hauptteleskop montiert sind noch jeweils ein 15-cm-Refraktor und ein Teleskop zur Sonnenbeobachtung.
Technische Daten:
- 15-cm-Refraktor von Lichtenknecker Optics, Brennweite 1500 mm – zur Sonnenbeobachtung ein 0,5A H-alpha-Sonnenfilter von DayStar, sowie ein Herschelkeil und Baader SolarContinuum Filter.
- Coronado Solarmax 90 II BF 30 – H-Alpha-Sonnenteleskop

Im Kuppelgebäude befinden sich weiter Optiken, die allerdings nur fotografisch genutzt werden.
- 406 mm-Schmidt-Cassegrain-System (Meade LX-200)
- Brennweite f = 4064 mm – 5″-Starfire-Refraktor (Brennweite 1030 mm)
- Alt-7-AD-Montierung mit Computersteuerung (deutsche Montierung)
- Autoguider MGEN II von Lacerta

Diverse Geräte wie ein 16"-Lightbridge-Dobson und ein 20x100-Fernglas stehen dem Verein zur mobilen Nutzung zur Verfügung.

## Vortragsraum
Neben den Beobachtungsinstrumenten steht ein voll ausgestatteter Vortragsraum zur Verfügung. Es ist dort möglich, Himmelsereignisse per Videoübertragung auf die Leinwand zu projizieren.

## Öffentlichkeitsarbeit
Die Sternwarte ist jeden Freitag ab 19:30 Uhr für die Öffentlichkeit zugänglich. Im Rahmen des volksbildenden Auftrages werden jahreszeitlich und ereignisabhängig unterschiedliche Vorträge und Filme gezeigt. Eine anschließende Beobachtung durch das Hauptteleskop schließt sich, sofern wetterbedingt möglich, an. Für große Gruppen können extra Sonderführungen bei der Geschäftsstelle vereinbart werden.
Die Sternwarte verfügt über eine offene Jugendgruppe für Kinder und Jugendliche ab 12 Jahren sowie einen Astrotreff für Erwachsene. Die Treffen finden jeweils zweiwöchentlich statt.
Eine unregelmäßig erscheinende Vereinszeitschrift „Astro-Amateur“ ist das Printmedium des Vereins.

## Zusammenarbeit mit der Europäischen Südsternwarte ESO

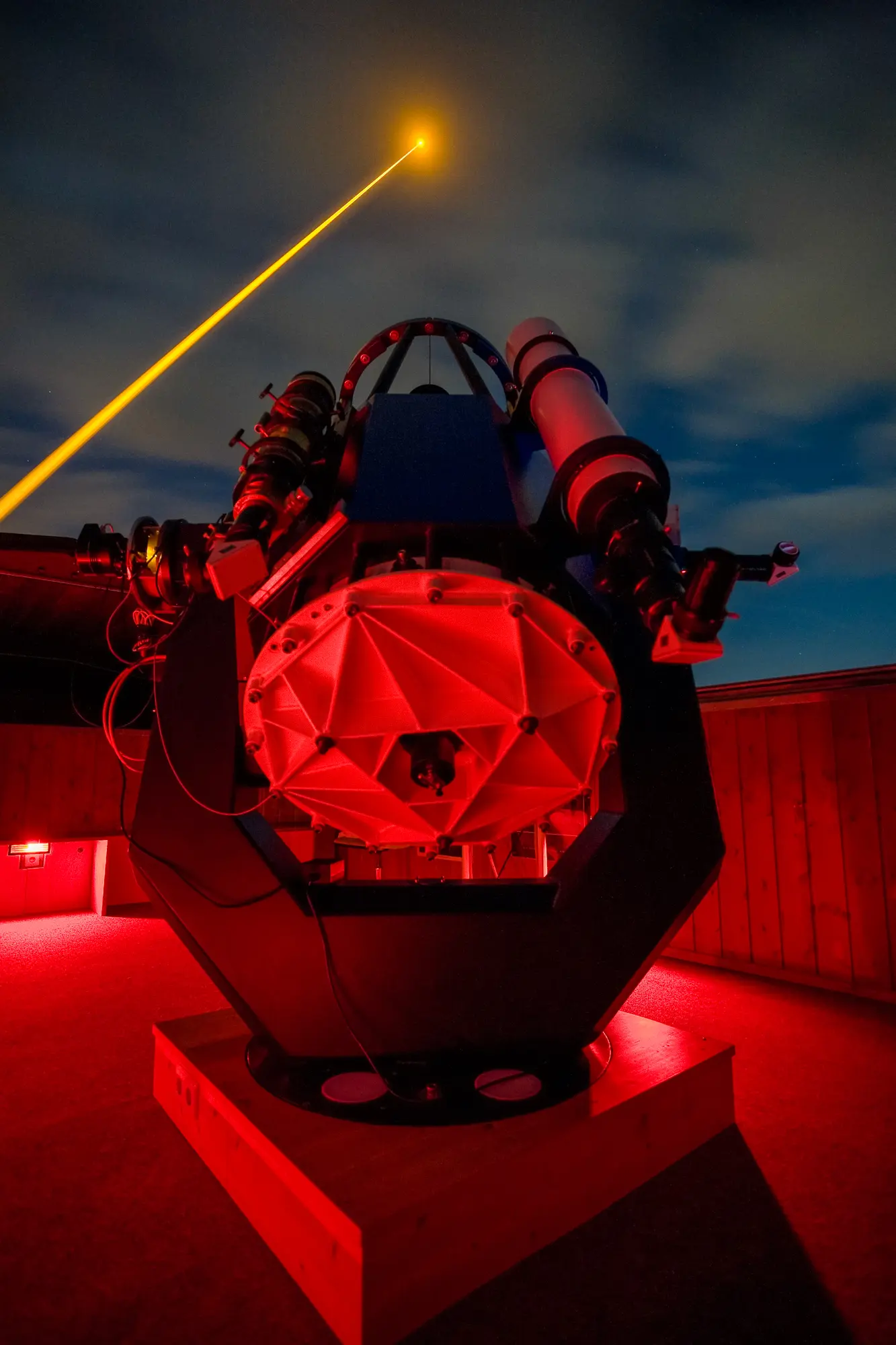
LSG am Himmel beobachtet von dem 60-cm-Hauptteleskop

Aufgrund der räumlichen Nähe zu München und der technischen Ausstattung wurde die Sternwarte zweimal der Europäischen Südsternwarte zum Test neuartiger Laserleitsternsysteme zur Verfügung gestellt. Ein weiterer Vorteil ist der Standort und der damit deutlich dunklere Himmel gegenüber dem über der Stadt München.

Die ESO testete 2011 an der Volkssternwarte ein Laserleitsternsystem (Laserguidestar LSG), welches nach Abschluss der Tests am Very Large Telescope installiert wurde. Dabei wurde mit einem 20 Watt Laser bei einer Wellenlänge von 589 Nanometern in etwa 90 Kilometern Höhe ein künstlicher Stern erzeugt. Solche Sterne erlauben es den Astronomen mittels der Technik adaptiver Optiken Turbulenzen in der Erdatmosphäre auszugleichen und die Schärfe von Aufnahmen durch erdgebundene Teleskope zu verbessern. Dabei diente das damalige 30-cm-Teleskop der Kuppel dazu den Laser auszusenden, während das 60-cm-Teleskop zur Vermessung eingesetzt wurde.

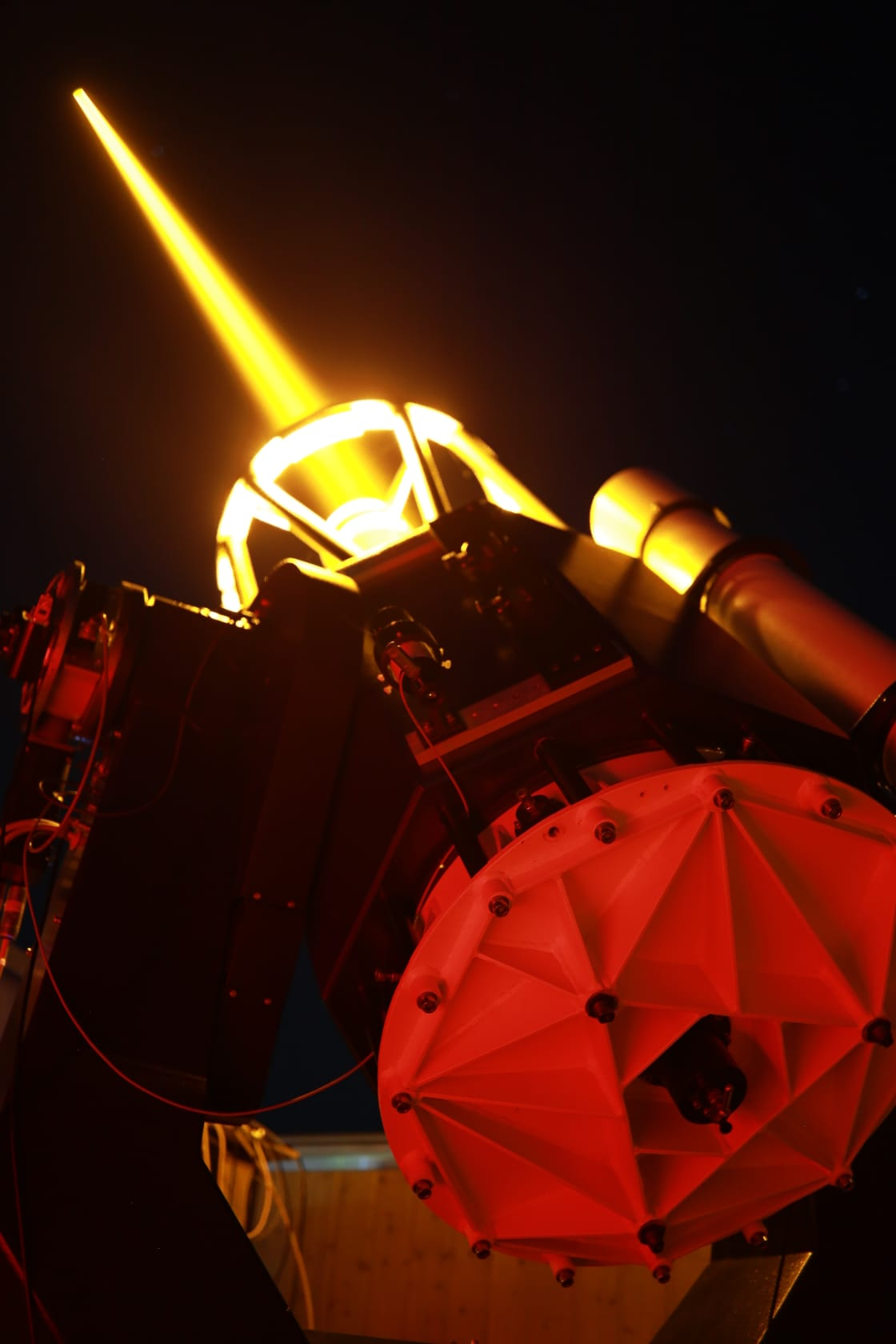
LSG aufgeweitet durch das 60-cm-Hauptteleskop

Im August 2021 testete die ESO einen mit der Industrie entwickelten neuen Laserleitstern und unterzog ihn einem ersten Praxistest. Dieser soll Teil des adaptiven Optiksystems CaNapy Laser Guide Star werden, welches an der Optical Ground Station der Europäischen Weltraumorganisation ESA auf Teneriffa installiert werden soll. Der Laser regte, wie auch derjenige von 2011, Natriumatome in 90 km Höhe in der Erdatmosphäre an und erzeugt so einen künstlichen Stern in der Nähe des zu fotografierenden Objekts. Im Vergleich zum LSG von 2011 hatte dieser Laser mit 63 Watt die fast dreifache Leistung.
Ein weiterer Unterschied zu 2011 war, dass die Aufweitung des Laserstrahls diesmal durch das 60 cm Hauptteleskop erzeugt wurde und die Beobachtung und Vermessung durch die Teleskope in der Kuppel sowie ein weiteres Hilfsteleskop in ca. 200 m Entfernung zur Sternwarte erfolgte.
Darüber hinaus wurde durch das deutsche Unternehmen TOPTICA Photonics AG, ein weiterer Industriepartner der ESO, im Rahmen einer Forschungs- und Entwicklungskooperation mit der ESO ein Frequenz-Chirping-System für diese neue Laserklasse entwickelt und in den CaNaPy-Laser integriert. Beim Chirping wird die Frequenz, auf die der Laser abgestimmt ist, schnell geändert. Dadurch wird die Anzahl der vom Laser angeregten Natriumatome erhöht, wodurch der künstliche Stern heller wird und die Turbulenzkorrektur verbessert wird. TOPTICA hat den Chirping-Prototyp auf dem 63-Watt-Laser installiert und zusammen mit der ESO sowohl den Laser als auch sein neuartiges Chirping-System am Himmel in Betrieb genommen.